# تيري لاك
تيري لاك هو طبيب بيطري وسياسي كندي، ولد في 1957 في المملكة المتحدة. حزبياً، نشط في BC United ‏.